# 7 de agosto
El 7 de agosto es el 219.º (ducentésimo decimonoveno) día del año en el calendario gregoriano y el 220.º (ducentésimo vigésimo) en los años bisiestos. Quedan 146 días para finalizar el año.

## Acontecimientos
- 480 a. C. (fecha probable): en Grecia, los ejércitos persas vencen a los griegos en la batalla de las Termópilas.
- 768: en Roma, el aristócrata Esteban III es coronado como papa de la Iglesia católica. Fallecerá en 772.
- 1028: en Portugal, el rey Alfonso V de León fallece de un flechazo sitiando la plaza de Viseu.[1][2][3][4]
- 1711: se funda el hipódromo Royal Ascot. Días más tarde se celebra su primera carrera de caballos.
- 1735: en el puerto pluvial de Chone, un caserío ubicado 50 km hacia el interior de la costa pacífica del Ecuador y 330 km al oeste de Quito, el religioso mercedario portovejense José Antonio Cedeño Macías (1698‑1739) ―por órdenes de Dionisio de Alcedo y Herrera (presidente de la Real Audiencia de Quito)― crea la parroquia Visorreinal Santísima Villa Rica de la Bendita Providencia de San Cayetano de Chone desta Nuestra Nueva Castilla (actual Chone).[5]
- 1819: con la victoria en la Batalla de Boyacá, Colombia se independiza del Reino de España.
- 1825: en Lima (Perú), el general venezolano Simón Bolívar funda el Glorioso Colegio Nacional de San Carlos.
- 1839: se inaugura el Observatorio de Púlkovo.
- 1858: en Londres (Inglaterra), la Reina Victoria elige a la ciudad de Ottawa como capital de Canadá.
- 1890: en Buenos Aires, tras la renuncia del presidente Miguel Juárez Celman, Carlos Pellegrini asume la presidencia.
- 1911: en Santiago de Chile se inaugura el Hospital de Urgencia y Asistencia Pública Dr. Alejandro del Río.
- 1919: en España, el Congreso aprueba el dictamen referente al ingreso de este país en la Sociedad de Naciones.
- 1924: en Lima (Perú) se funda la Federación Universitaria de Fútbol (actual Club Universitario de Deportes).
- 1924: en Barranquilla (Colombia) se funda el equipo de fútbol Juventud Junior (actual Atlético Junior).
- 1926: en Brooklands (Reino Unido) se celebra el primer campeonato de carreras de coches.
- 1933: en la masacre de Simele (Irak), soldados iraquíes asesinan a más de 3000 iraquíes asirios.
- 1942: en las Islas Salomón (Oceanía), los marines estadounidenses comienzan el asalto a Guadalcanal.
- 1953: en la ciudad de Córdoba (Argentina) ―en el marco del Gobierno democrático de Juan Domingo Perón (entre 1943 y 1955)― el piloto teniente Connan Jorge Doyle realiza su primer vuelo del bimotor multipropósito I.Ae. 35 Huanquero, diseñado y construido por la Fábrica Militar de Aviones (en Córdoba), equipado con motores nacionales IA‑19 R El Indio (de 750 HP).[6]
- 1956: en la ciudad de Cali (Colombia) ocurre la Explosión de Cali: explotan siete camiones del ejército cargados con 42 toneladas de explosivo plástico gelatinoso, dejando un cráter de 50 metros de diámetro por 25 metros de profundidad. Mueren al menos 4000 personas y quedan unas 12 000 heridas.[7]

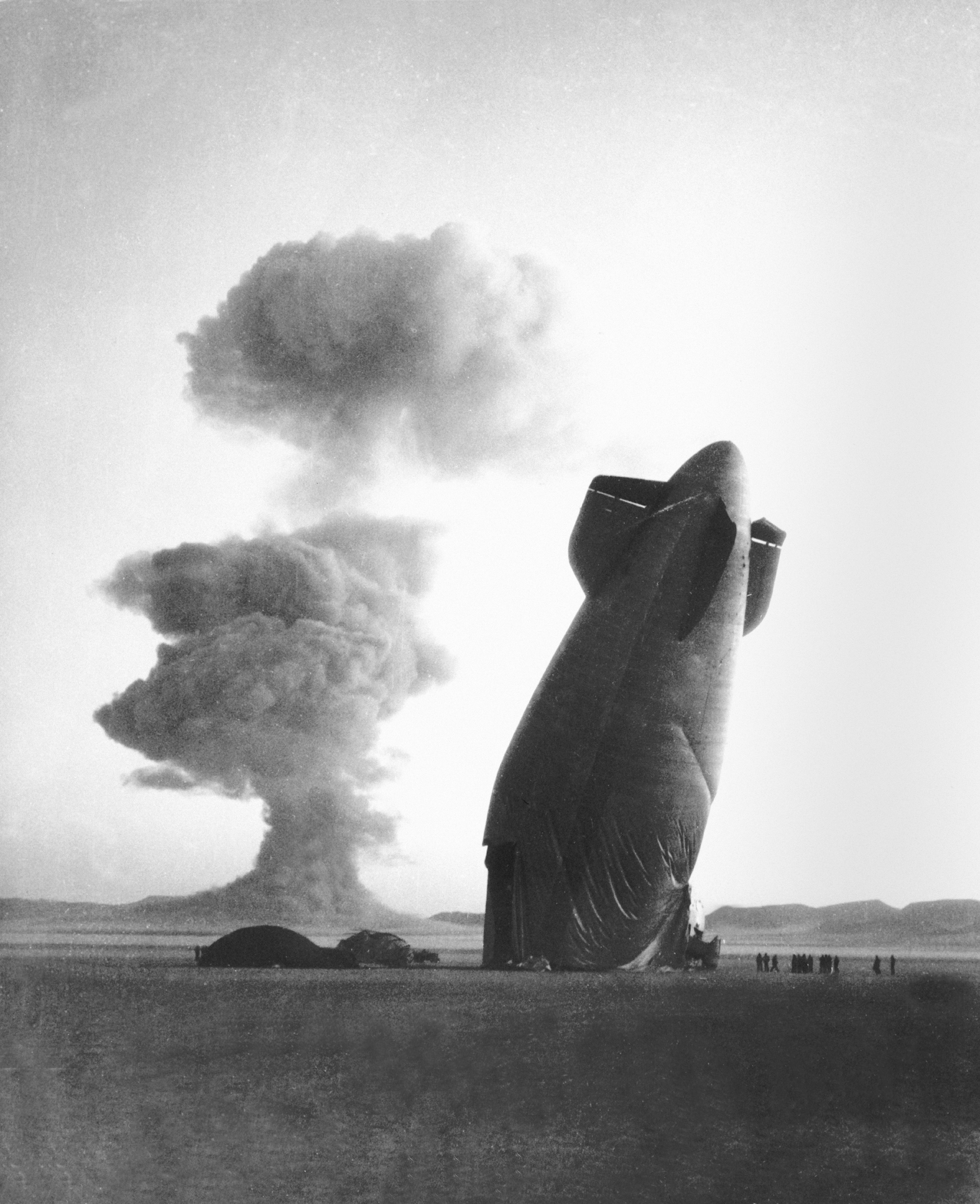
El dirigible U.S. Navy Goodyear ZSG-3 Blimp (no tripulado) fue puesto a volar a unos 9 km de la detonación de la bomba atómica Stokes para probar los efectos del calor y el choque de presión. Detrás se ve el hongo atómico.

- 1957: en el área de pruebas atómicas de Nevada (a unos 100 km al noroeste de la ciudad de Las Vegas), a las 4:25 a. m. (hora local) Estados Unidos detona su bomba atómica Stokes, de 19 kilotones. Es la bomba n.º 101 de las 1132 que Estados Unidos detonó entre 1945 y 1992.
- 1958: en Colombia, Alberto Lleras Camargo asume como presidente por segunda vez.
- 1959: los Estados Unidos lanzan el Explorer 6 para tomar la primera foto de la Tierra desde un satélite.
- 1960: en África, Costa de Marfil se independiza de Francia.
- 1961: el cosmonauta soviético Gherman Titov orbita alrededor de la Tierra durante un día completo en la nave Vostok 2.
- 1962: en Colombia, Guillermo León Valencia asume como presidente.
- 1963: En Rajadell (España) ―en el marco de la dictadura franquista (1939‑1975)―, la Guardia Civil ataca en emboscada y da muerte a Ramón Vila, maquis (guerrillero antifranquista) que había luchado en el bando republicano durante la guerra civil española (1936‑1939) y contra los nazis alemanes durante la ocupación de Francia por las fuerzas del Eje.
- 1963: el Consejo de Seguridad de las Naciones Unidas prohíbe la venta de armas a Sudáfrica.
- 1964: Estados Unidos entra oficialmente a la guerra de Vietnam (1955‑1975) después de haber aprobado un bombardeo en territorio norvietnamita.
- 1966: en Colombia, Carlos Lleras Restrepo asume como presidente.
- 1970: en Colombia, Misael Pastrana asume como presidente.
- 1974: en Colombia, Alfonso López Michelsen asume como presidente.
- 1978: en Tegucigalpa (Honduras), un triunvirato militar realiza un golpe de Estado y depone al general Juan Alberto Melgar Castro (jefe de Estado).
- 1978: en Colombia, Julio César Turbay asume como presidente.
- 1982: en Colombia, Belisario Betancur asume como presidente.
- 1984: en el golfo Pérsico, Irak reanuda sus ataques contra Irán mediante el lanzamiento de misiles contra los barcos petroleros.
- 1986: en Colombia, Virgilio Barco asume como presidente.
- 1987: los presidentes de Costa Rica, Guatemala, El Salvador, Nicaragua y Honduras firman el Acuerdo de Esquipulas, un plan para la pacificación de la región.
- 1990: tras la invasión de Kuwait por Irak, Turquía cierra el oleoducto que transportaba petróleo iraquí al mar Mediterráneo.
- 1990: en Colombia, César Gaviria asume como presidente.
- 1992: 39 naciones asisten a la Conferencia de desarme, que deriva en la firma del Tratado de Prohibición de Armamento Químico.
- 1994: en Yokohama (Japón) se celebra la X Conferencia Internacional sobre el Sida, enfermedad que afectaba ya a 36,1 millones de personas en todo el mundo.
- 1994: en Colombia, Ernesto Sámper asume como presidente.
- 1996: cerca de la localidad española de Biescas (provincia de Huesca) mueren 87 personas y 183 resultan heridas como consecuencia de una riada provocada por una tormenta, que arrasó el cámping Las Nieves.
- 1998: en las embajadas de Estados Unidos en Nairobi y Dar es Salaam, la banda terrorista Frente Islámico, del árabe Osama bin Laden perpetra dos atentados. Mueren 258 personas y unas 5000 resultan heridas.
- 1998: en Colombia, Andrés Pastrana asume como presidente.
- 2002: la compañía Apple libera al mercado su más reciente computador Mac Pro luego de un año de anticipación, eliminando de su línea de productos el procesador PowerPC.
- 2002: en México se emite a través del Canal de las Estrellas, el primer capítulo de la serie La familia P. Luche, como un segmento semanal del programa XHDRBZ.
- 2002: en Colombia, Álvaro Uribe asume como presidente para el período 2002‑2006, mientras las FARC-EP (Fuerzas Armadas Revolucionarias de Colombia) perpetran el Atentado a la Casa de Nariño en Bogotá.
- 2006: en Colombia, Álvaro Uribe asume como presidente por segunda vez para el período 2006‑2010.
- 2007: el beisbolista estadounidense Barry Bonds conecta el cuadrangular n.º 756 de su vida, superando así el récord de todos los tiempos en manos de Hank Aaron (755).
- 2008: en Tsjinvali (capital de la República de Osetia del Sur, recientemente creada y apoyada por Rusia) ―en el marco de la segunda guerra de Osetia del Sur (del 1 al 16 de agosto)― comienza la invasión de las tropas invasoras georgianas (batalla de Tsjinvali.
- 2010: en Colombia, Juan Manuel Santos asume como presidente por el período 2010‑2014.
- 2014: en Colombia, Juan Manuel Santos asume como presidente por segunda vez para el período 2014‑2018.
- 2015: en Argentina corre el último tren especial a la provincia de La Pampa suspendido el 10 de agosto.
- 2018: en Colombia, Iván Duque Márquez asume como presidente para el período 2018‑2022.
- 2019: en Puerto Rico, Wanda Vázquez (59) asume como gobernadora luego de que el Tribunal Supremo de Puerto Rico declarase inconstitucional la gobernación de Pedro Pierluisi.
- 2022: en Colombia, Gustavo Petro asume como presidente para el periodo 2022‑2026.
- 2024: en Sudáfrica, el sistema de alerta de impacto ATLAS (asteroid terrestrial-impact last alert system: ‘sistema de última alerta de impacto terrestre de asteroides’) descubre el asteroide 2024 PT5, de 11 metros de diámetro. Este pequeño viajero espacial será capturado temporalmente por la gravedad de la Tierra, convirtiéndose en lo que se conoce como una «miniluna» durante un período de 57 días entre el 29 de septiembre y el 25 de noviembre de 2024.

## Nacimientos
- 317: Constancio II, emperador romano (f. 361).
- 980: Avicena (Abu Alí al-Husain ibn Abd Alá IBN SINA), médico y filósofo persa (f. 1037).
- 1533: Alonso de Ercilla, soldado y poeta español (f. 1594).
- 1560: Isabel Báthory, aristócrata y asesina en serie húngara (f. 1614).
- 1676: Alberto de Churriguera, arquitecto español  (f. 1750).
- 1783: John Heathcoat, inventor británico (f. 1861).
- 1829: Justo Pastor Dávila, militar peruano (f. 1901).
- 1842: Alberto Aguilera, político español (f. 1913).
- 1867: Emil Nolde, pintor expresionista alemán (f. 1956).
- 1869: Mary Frances Winston Newson, matemática estadounidense (f. 1959)
- 1870: Gustav Krupp, industrial y financiero alemán (f. 1950)
- 1872: Andries Cornelis Dirk de Graeff, político neerlandés (f. 1957).
- 1876: Mata Hari, bailarina y espía neerlandesa (f. 1917).
- 1877: Ulrich Salchow, patinador sueco (f. 1949).
- 1881: François Darlan, almirante y político francés (f. 1942).
- 1885: Billie Burke, actriz estadounidense (f. 1970).
- 1885: José Gálvez Barrenechea, político y poeta peruano (f. 1957).
- 1894: Avelino González Mallada, anarquista español (f. 1938).
- 1896: Alberto Demicheli, político y dictador uruguayo (f. 1980).
- 1902: Ann Harding, actriz estadounidense (f. 1981).
- 1903: Louis Leakey, arqueólogo británico (f. 1972).
- 1903: María Reining, soprano austriaca (f. 1991).
- 1904: Ralph Bunche, diplomático estadounidense, premio nobel de la paz en 1950 (f. 1971).
- 1907: Lucy Cranwell, botánica neozelandesa (f. 2000)
- 1911: Nicholas Ray, cineasta estadounidense (f. 1979).
- 1919: Rafael Campo Miranda, fue un músico, compositor y centenario colombiano de música popular costeña como porros, cumbias, y otros aires caribeños. (f. 2024).
- 1921: Manitas de Plata, guitarrista francés (f. 2014).
- 1921: José Beulas, pintor de paisaje (f. 2017)
- 1921: Karel Husa, compositor checo (f. 2016)
- 1923: Licinio de la Fuente, político y empresario español (f. 2015).
- 1926: Nelly Prono, actriz paraguaya (f. 1997).
- 1927: Carl Switzer, actor estadounidense; representaba a Alfalfa en La Pandilla (f. 1959).
- 1928: James Randi, mago canadiense (f. 2020).
- 1929: Carlos Martínez Sotomayor, abogado, diplomático y político chileno (f. 2006).
- 1932: Abebe Bikila, atleta etíope (f. 1973).
- 1933: Elinor Ostrom, politóloga estadounidense, Premio en Ciencias Económicas en memoria de Alfred Nobel en 2009 (f. 2012)
- 1933: Irma Lanzas, escritora salvadoreña (f. 2020).
- 1938: Xosé Luis Méndez Ferrín, escritor español, presidente de la Real Academia Gallega.
- 1938: Helen Caldicott, médica australiana, activista antinuclear.
- 1940: Jean Luc Dehaene, político belga (f. 2014).
- 1942: Tobin Bell, actor estadounidense.
- 1942: Carlos Monzón, boxeador argentino (f. 1995).
- 1942: B.J. Thomas, cantante estadounidense (f. 2021).
- 1942: Caetano Veloso, cantautor brasileño.
- 1943: Alain Corneau, cineasta francés (f. 2010).
- 1944: John Glover, actor estadounidense.
- 1944: David Rasche, actor estadounidense.

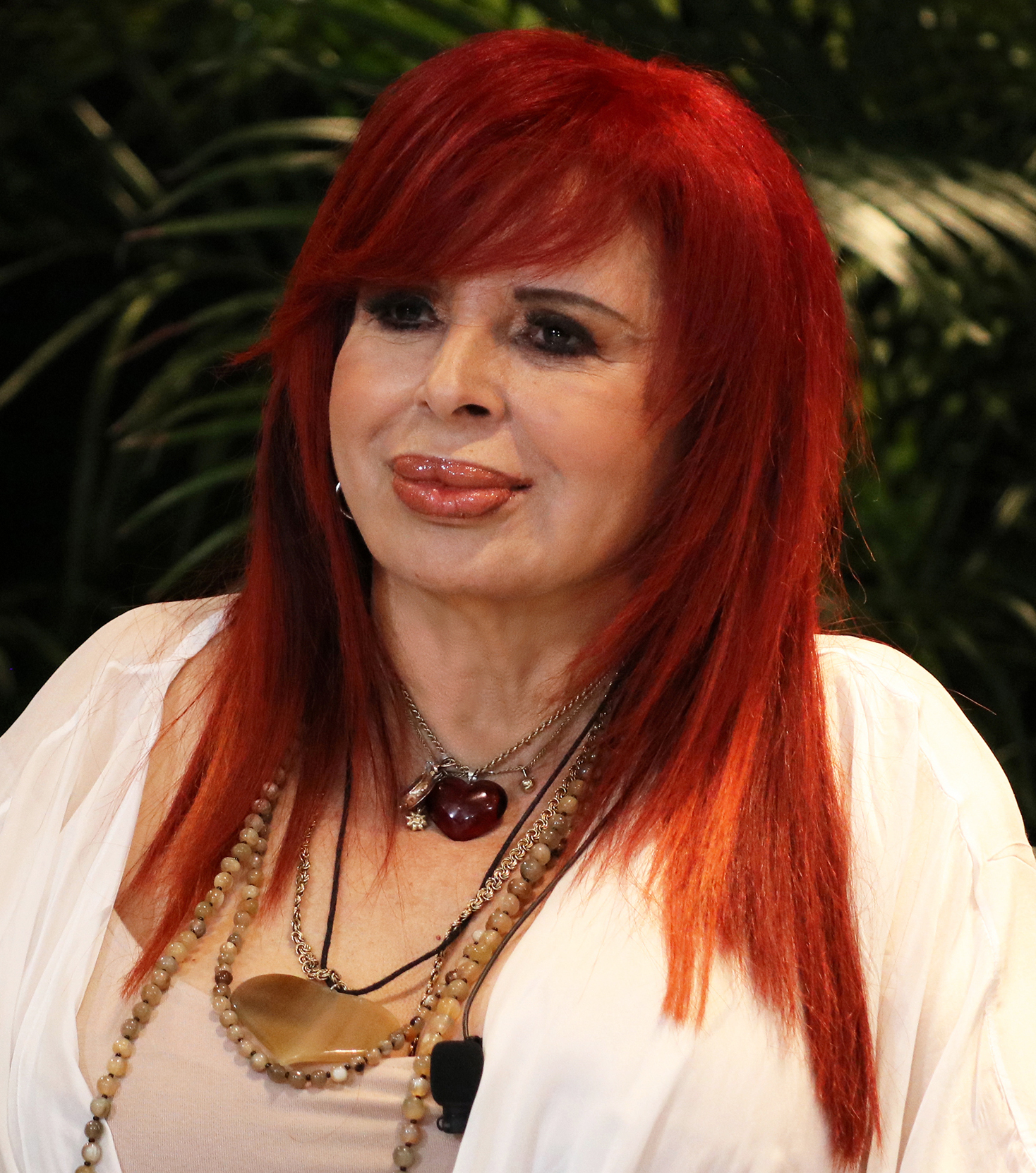
Layda Sansores San Román

- 1945: Layda Sansores San Román, política mexicana.
- 1946: John C. Mather, astrofísico y cosmólogo estadounidense, premio nobel de física.
- 1947: Sofiya Rotaru, cantante ucraniana.
- 1947: Luis Mariñas, periodista español (f. 2010).
- 1948: Pau Riba, músico y artista español (f. 2022).
- 1948: César Hildebrandt, periodista peruano.
- 1948: James P. Allison, inmunólogo estadounidense.
- 1951: Pete Way, músico británico (f. 2020).
- 1953: Lesley Nicol, actriz británica.
- 1954: Antonio Resines, actor español.
- 1955: Wayne Knight, actor estadounidense.
- 1956: Leticia Perdigón, actriz mexicana.
- 1957: Mareta Espinosa, artista española.
- 1958: Bruce Dickinson, cantante británico, de la banda Iron Maiden.
- 1960: David Duchovny, actor estadounidense.
- 1960: Rosana Pastor, actriz española.
- 1961: Carlos Vives, cantante de vallenato, actor y compositor colombiano.
- 1962: Michael Weikath, compositor alemán.
- 1962: Adriano Baffi, ciclista italiano.
- 1962: Miroslava Breach, periodista mexicana (f. 2017).
- 1963: Osvaldo Bazán, periodista argentino.
- 1963: Harold Perrineau, actor estadounidense.
- 1963: Nicandro Díaz González, productor de televisión mexicano (f. 2024).
- 1964: Ian Dench, compositor, músico, guitarrista, británico de la banda EMF.
- 1965: Jocelyn Angloma, futbolista francés.
- 1966: Jimmy Wales, empresario de Internet estadounidense, cofundador y promotor de Wikipedia.
- 1966: Corbinian Böhm, escultor alemán.
- 1966: Patrick Aduma, actor nigeriano-argentino (f. 2010)
- 1967: Gilberto Angelucci, futbolista y entrenador venezolano.
- 1967: César Augusto Betancur "Pucheros", libretista de radio, TV y teatro colombiano.
- 1967: Antonio Cartagena, cantautor de salsa y expolicía peruano
- 1968: Pepe Aguilar, cantante mexicano.
- 1969: Paul Lambert, futbolista y entrenador escocés.
- 1970: Hans De Meester, ciclista belga.
- 1971: Stephan Volkert, remero alemán.
- 1972: Daniel Salaverry, político y empresario peruano.
- 1972: Nobuhito Toriizuka, futbolista japonés.
- 1972: Piotr Przybecki, balonmanista polaco.
- 1972: Goran Vlaović, futbolista croata.
- 1972: Anneliese Anglberger, yudoca austriaca.
- 1972: Xeno Müller, remero suizo.
- 1973: Boden Hanson, remero australiano.
- 1974: Blanca Lewin, actriz chilena.
- 1974: Jun Mizuno, futbolista japonés.
- 1974: Michael Shannon, actor estadounidense.
- 1975: David Hicks, supuesto terrorista australiano.
- 1975: Édgar Rentería, beisbolista colombiano.
- 1975: Charlize Theron, actriz sudafricana.
- 1975: Megan Gale, modelo australiana.
- 1976: Dimitrios Eleftheropoulos, futbolista griego.
- 1977: Paula Echevarría, actriz española.
- 1977: Mitsumasa Yoda, futbolista japonés.
- 1977: Edgar Patricio de Carvalho Pacheco, futbolista angoleño.
- 1977: Miodrag Anđelković, futbolista yugoslavo.
- 1978: Alexandre Aja, cineasta francés.
- 1978: Jamey Jasta, cantante estadounidense de Hatebreed.
- 1978: Katxorro, futbolista español.
- 1979: Nenad Đorđević, futbolista serbio.
- 1979: Seiji Koga, futbolista japonés.
- 1980: Seiichirō Maki, futbolista japonés.
- 1980: Shane Moody-Orio, futbolista beliceño.
- 1980: Rubén Pérez Chueca, futbolista español.
- 1982: Juan Martín Hernández, jugador de rugby argentino.
- 1982: Ignacio Garmendia, actor chileno.
- 1982: Andre Birleanu, modelo ruso.
- 1982: Yana Klochkova, nadadora ucraniana.
- 1982: Vasileios Spanoulis, baloncestista griego.
- 1982: Marco Melandri, piloto italiano de motociclismo.
- 1982: Iosif Daskalakis, futbolista griego.
- 1983: Christian Chávez, actor y cantante mexicano.
- 1983: Mario Camacho, futbolista costarricense.
- 1983: Danny Alves, futbolista venezolano.
- 1983: Andri Hrivko, ciclista ucraniano.
- 1983: Tina O'Brien, actriz inglesa.
- 1983: Jan Hájek, tenista checo.
- 1983: Leandro Guilheiro, judoka brasileño.
- 1983: Diana Aguavil, política cubana.
- 1984: Yun Hyon-seok, poeta surcoreano (f. 2003)
- 1984: Ángel Lafita, futbolista español.
- 1984: Michele Merlo, ciclista italiano.
- 1985: Daniel Gimeno Traver, tenista español.
- 1985: Loïc Perrin, futbolista francés.
- 1985: Gerson Lázaro da Silva, futbolista brasileño.
- 1985: Ramón A. Valdez, futbolista salvadoreño.
- 1985: Edwin Aguilar, futbolista panameño.
- 1985: Carlos Pinto Rosas, futbolista mexicano.
- 1986: Altair Jarabo, actriz mexicana.
- 1986: Valter Birsa, futbolista esloveno.
- 1986: Paul Biedermann, nadador alemán.
- 1986: Wataru Inoue, futbolista japonés.
- 1986: Francisco Paz, futbolista nicaragüense.
- 1987: Ryoji Fukui, futbolista japonés.
- 1987: Razane Jammal, actriz, modelo y cantante británica-libanesa
- 1987: Sidney Crosby, jugador de hockey sobre hielo
- 1988: Erik Pieters, futbolista neerlandés.
- 1988: Mohamed Coulibaly, futbolista senegalés.
- 1988: Jun Shimanuki, futbolista japonés.
- 1988: Zoran Kvržić, futbolista bosnio.
- 1989: Ramon Lopes, futbolista brasileño.
- 1989: Eugenio Lamanna, futbolista italiano.
- 1989: Pablo Podio, futbolista argentino.
- 1989: Federico Ortiz López, futbolista argentino.
- 1989: Madelin Riera, futbolista ecuatoriana.
- 1990: Remueru Tekiate, futbolista fiyiano.
- 1990: Katrin Thoma, remera alemana.
- 1990: Abraham Pozo Benegas, futbolista español.
- 1991: Mike Trout, beisbolista estadounidense.
- 1991: Mitchell te Vrede, futbolista neerlandés.
- 1991: Robin Frijns, piloto de automovilismo neerlandés.
- 1991: Rodrigo Viega, futbolista uruguayo.
- 1991: Ana González Martín, futbolista española.
- 1991: Dolores Silva, futbolista portuguesa.
- 1991: Erika Tymrak, futbolista estadounidense.
- 1992: Wout Weghorst, futbolista neerlandés.
- 1992: Takumi Miyayoshi, futbolista japonés.
- 1992: Masaaki Murakami, futbolista japonés.
- 1992: Ryosuke Tada, futbolista japonés.
- 1992: Jang Ki-yong, actor y modelo surcoreano.
- 1993: David Hovorka, futbolista checo.
- 1993: Facundo Rivero, futbolista argentino.
- 1993: Alan Delgado, futbolista mexicano.
- 1993: Dante Osorio, futbolista mexicano.
- 1994: Kazuki Anzai, futbolista japonés.
- 1994: Toms Leimanis, baloncestista letón.
- 1994: Jérémy Desplanches, nadador suizo.
- 1994: Milan Havel, futbolista checo.
- 1994: Sayed Redha Isa, futbolista bareiní.
- 1994: Muhammad Naimov, artista marcial mixto tayiko.
- 1995: Yosei Otsu, futbolista japonés.
- 1995: Nicolas Bürgy, futbolista suizo.
- 1995: Jarosław Kubicki, futbolista polaco.
- 1995: Abat Aimbetov, futbolista kazajo.
- 1995: Florian Grillitsch, futbolista austriaco.
- 1995: Laura de Witte, atleta neerlandesa.
- 1996: Liam James, actor canadiense.
- 1996: Dani Ceballos, futbolista español.
- 1996: Ashley Adams, actriz pornográfica y modelo erótica estadounidense.
- 1996: Hayato Araki, futbolista japonés.
- 1996: Rowoon cantante, modelo y actor surcoreano, integrante del grupo SF9
- 1996: Shun Kumagai, futbolista japonés.
- 1996: Jan Vorogovsky, futbolista kazajo.
- 1996: Aaron Boupendza, futbolista gabonés (f. 2025).
- 1997: Evaluna Montaner, cantante y actriz venezolana.
- 1997: Juninho Bacuna, futbolista neerlandés.
- 1997: Oybek Bozorov, futbolista uzbeko.
- 1997: Nicholas Matveev, piragüista canadiense.
- 1997: Alex Highsmith, jugador de fútbol americano estadounidense.
- 1997: Josh Smith, beisbolista estadounidense.
- 1998: Tabinas Jefferson, futbolista japonés.
- 1998: Claudia Abate Ortiz, actriz española.
- 1998: Jalen Hurts, jugador de fútbol americano estadounidense.
- 1999: Andrés Jakos, piloto de automovilismo argentino.
- 1999: Bryan Mbeumo, futbolista francés.
- 1999: Mariah Angeliq, cantante estadounidense.
- 1999: Kristal Awuah, atleta británica.
- 1999: Sydney McLaughlin, atleta estadounidense.
- 2000: Lauren Hemp, futbolista inglesa.
- 2000: Nahuel Buchaillot, baloncestista argentino.
- 2000: Samantha Borutta, atleta alemana.
- 2000: Jandro Orellana, futbolista español.
- 2000: David Jurásek, futbolista checo.
- 2000: Jerrick Reed II, jugador de fútbol americano estadounidense.
- 2000: Tyquan Thornton, jugador de fútbol americano estadounidense.
- 2000: Julius Ssekitoleko, halterófilo ugandés.
- 2000: Nikita Setchell, piragüista británica.
- 2000: Keion Brooks Jr., baloncestista estadounidense.
- 2001: Manuel Perera, torero español.
- 2002: Fredrik Oppegård, futbolista noruego.
- 2002: Abdoul Moumouni, futbolista nigerino.
- 2002: Nicolò Cudrig, futbolista italiano.
- 2003: Prisca Chesang, atleta ugandesa.
- 2003: Savannah Sutherland, atleta canadiense.
- 2003: Anastasia Gorbenko, nadadora israelí.
- 2003: Benjamin Boos, ciclista alemán.
- 2004: Olivier Aertssen, futbolista neerlandés.
- 2004: Hazuki Watanabe, gimnasta artística japonesa.
- 2004: Mario Dorgeles, futbolista marfileño.
- 2005: Travis Mutyaba, futbolista ugandés.
- 2007: Jordan Nash, actor, cantante y bailarín británico.

## Fallecimientos
- 461: Mayoriano, emperador romano (n. 420).
- 479: Yūryaku, emperador japonés (n. 418).
- 1028: Alfonso V de León, rey de León (n. 994).
- 1078: Guarnier de Magdeburgo, sacerdote católico alemán (n. 1010), arzobispo de Magdeburgo desde 1063.
- 1106: Enrique IV, aristócrata germánico, emperador entre 1084 y 1105 (n. 1050).
- 1547: san Cayetano, sacerdote italiano, fundador de la orden de los teatinos (n. 1480).
- 1616: Vincenzo Scamozzi, arquitecto italiano (n. 1548).
- 1742: Francisca Josefa del Castillo, religiosa y escritora colombiana (n. 1671).
- 1792: Antonio Alcalde y Barriga, prelado español (n. 1701).
- 1817: Pierre Samuel du Pont de Nemours, empresario y economista francés (n. 1739).
- 1821: Carolina de Brunswick-Wolfenbüttel, reina consorte británica (n. 1768).
- 1832: Ildefonso Catolis, militar argentino (n. 1782).
- 1834: Joseph Marie Jacquard, hilador francés, inventor de las tarjetas perforadas (n. 1752).
- 1834: Jean François Leval, militar francés (n. 1762).

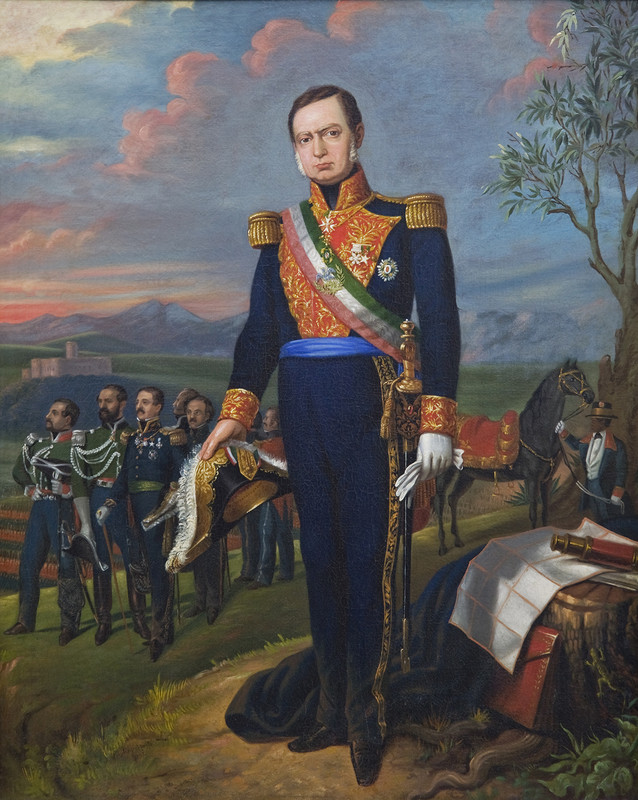
Mariano Arista Nuez

- 1855: Mariano Arista, militar y 19.° presidente de México (n. 1802).
- 1868: Pedro Ampudia, militar y político mexicano de origen cubano (n. 1805).
- 1900: Wilhelm Liebknecht, político alemán (n. 1826).
- 1921: Aleksandr Blok, poeta ruso (n. 1880).
- 1924: Joan Salvat-Papasseit, poeta futurista español (n. 1894).
- 1925: Ricardo Mella, intelectual anarquista español (n. 1861).
- 1941: Rabindranath Tagore, escritor indio, premio nobel de literatura en 1913 (n. 1861).
- 1947: Herminia von Schoenaich, reina prusiana (n. 1887).
- 1957: Oliver Hardy, actor estadounidense (n. 1892), el Gordo del dúo Laurel y Hardy.
- 1960: Luis Ángel Firpo, boxeador argentino (n. 1894).
- 1974: Virginia Apgar, médica estadounidense (n. 1909), fundadora del campo de la neonatología, creadora del test de Apgar.
- 1974: Rosario Castellanos, poeta y escritora mexicana (n. 1925).
- 1984: Marcial Lafuente Estefanía, escritor español (n. 1903).
- 1985: Blanca Luz Brum, poeta uruguaya (n. 1905).
- 1990: José Berruezo Silvente, político y anarquista español (n. 1895).
- 1992: Pablo Cumo, actor argentino (n. 1898).
- 1992: Francisco Fernández Ordóñez, político español (n. 1930).
- 2001: Larry Adler, compositor estadounidense (n. 1914).
- 2004: Ismael Rodríguez, cineasta mexicano (n. 1917).
- 2005: Peter Jennings, presentador de noticias y periodista canadiense (n. 1938).
- 2005: Noel Nicola, músico cubano, fundador de la Nueva Trova Cubana (n. 1946).
- 2006: Ángel de Andrés, actor español (n. 1918).
- 2007: Ernesto Alonso, actor mexicano (n. 1917).
- 2008: Juan Bustos, político chileno, presidente de la Cámara de Diputados (n. 1935).
- 2009: Willy DeVille, cantante y compositor estadounidense (n. 1950).[8]
- 2010: Roberto Cantoral, compositor mexicano (n. 1935).
- 2010: Bruno Cremer, actor francés (n. 1929).[9]
- 2011: Harri Holkeri, político finlandés (n. 1937).
- 2011: Leo Mattioli, cantante argentino de cumbia (n. 1972).
- 2011: Nancy Wake, neozelandesa que actuó como agente británica en la Segunda Guerra Mundial (n. 1912).
- 2012: Francisco Carrasquer, escritor y poeta español (n. 1915).
- 2015: Manuel Contreras, militar chileno (n. 1929), condenado a más de 360 años de prisión por crímenes de lesa humanidad durante la Dictadura Militar chilena.
- 2016: Gustavo Bueno, filósofo español (n. 1924).
- 2016: Dolores Castellón Vargas, cantante española (n. 1936).
- 2016: Nini Flores, acordeonista y bandeoneonista argentino (n. 1966).
- 2019: Kary Mullis, bioquímico estadounidense (n. 1944).
- 2019: Fabio Zerpa, periodista, actor y ufólogo uruguayo-argentino (n. 1928).
- 2021: Markie Post, actriz estadounidense (n. 1950).
- 2021: Jane Withers, actriz, actriz de doblaje, presentadora y guionista estadounidense (n. 1926).
- 2023: William Friedkin, director de cine y televisión, productor y guionista estadounidense (n. 1935).
- 2025: James A. Lovell, astronauta y militar estadounidense (n. 1928).

## Celebraciones
- Día Mundial de los Faros.[10]
En honor de las construcciones en forma de torre, que incluye en lo alto un foco luminoso junto a un sistema óptico y un mecanismo de giro, cuya función es hacer de guía a los navegantes durante la noche. Desde la antigüedad han ayudado en la seguridad y orientación de los barcos.[11]Se conmemora este día la firma de la Ley en los Estados Unidos para el Establecimiento y el Apoyo de Faros, Balizas, Boyas y Muelles Públicos en 1789.
(en inglés: Lighthouse Day).

Compartidas
- Organización Mundial de la Salud:
  - Semana Mundial de la Lactancia Materna.
Se celebra del 1 al 7 de agosto desde 1992 y fue establecida en ese mismo año por la OMS, el Fondo de las Naciones Unidas para la Infancia (UNICEF) y en colaboración con la Alianza Mundial pro Lactancia Materna (WABA).

 Por países
(Por orden alfabético)
- Argentina: 
  - Día Nacional del Maratonista.[12]

- Bolivia: 
  - Día de las FFAA.

- Colombia: 
  - Batalla de Boyacá.
  - Día de la Bandera.[13]
  - Día del Ejército Nacional de Colombia.

### Santoral católico
Celebración del día: San Cayetano,patrono del pan y el trabajo.
- Santa Afra de Augsburgo.
- San Alberto degli Abbati.
- San Donaciano de Chalons.
- San Donato de Arezzo.
- San Donato de Besançon.
- San Miguel de la Mora.
- San Sixto II (papa).
- San Victricio de Rouen.
- Beato Alberto de Sassoferrato.
- Beato Edmundo Bojanowski.
- Beato Jordán Forzaté.
- Beato Nicolás Postgate.
- Beato Vicente de L’Aquila.

 Por países
(Por orden alfabético)
- Argentina: 
  - Día de San Cayetano, patrono del trabajo, a quien millones de fieles[16]acuden cada año a las iglesias para pedirle “paz, pan y trabajo”.
En el barrio porteño de Liniers se levanta la iglesia de este presbítero italiano declarado Santo de la Providencia por el papa Clemente X en 1671.

- España: 
  - Las fiestas de San Cayetano en el barrio de Lavapiés en Madrid.
  - Las fiestas de San Cayetano en el barrio de Urbanova en Alicante.